# Scherma ai Giochi panamericani
La scherma è presente ai Giochi panamericani sin dalla loro creazione, avvenuta nel 1951, senza mai uscire dal programma.
Dall'edizione di (Guadalajara 2011) per la prima volta si sono disputate tutte e dodici le specialità.

## Medaglie maschili

### Fioretto individuale
| Edizione               | Oro                        | Argento                   | Bronzo                                          |
| Buenos Aires 1951      | Félix Galimi (ARG)         | José Rodríguez (ARG)      | Nate Lubell (USA)                               |
| Città del Messico 1955 | Harold Goldsmith (USA)     | Albert Axelrod (USA)      | Fulvio Galimi (ARG)                             |
| Chicago 1959           | Harold Goldsmith (USA)     | Albert Axelrod (USA)      | Joseph Paletta (USA)                            |
| San Paolo 1963         | Guillermo Saucedo (ARG)    | Albert Axelrod (USA)      | Herbert Cohen (USA)                             |
| Winnipeg 1967          | Guillermo Saucedo (ARG)    | Albert Axelrod (USA)      | Orlando Nannini (ARG)                           |
| Cali 1971              | Eduardo Jons (CUB)         | Jesús Gil Gutiérrez (CUB) | Uriah Jones (USA)                               |
| Città del Messico 1975 | Martin Lang (USA)          | Eduardo Jons (CUB)        | Enrique Salvat (CUB)                            |
| San Juan 1979          | Heriberto González (CUB)   | Fernando Lúpiz (ARG)      | John Nonna (USA)                                |
| Caracas 1983           | Efigenio Favier (CUB)      | Rafael Magallanes (VEN)   | Gregory Massialas (USA)                         |
| Indianapolis 1987      | Guillermo Betancourt (CUB) | Tulio Díaz (CUB)          | Michael Marx (USA)                              |
| L'Avana 1991           | Guillermo Betancourt (CUB) | Elvis Gregory (CUB)       | Nick Bravin (USA)                               |
| Mar del Plata 1995     | Elvis Gregory (CUB)        | Rolando Tucker (CUB)      | Nick Bravin (USA) Leandro Marchetti (ARG)       |
| Winnipeg 1999          | Rolando Tucker (CUB)       | Elvis Gregory (CUB)       | Zaddick Longenbach (USA) Carlos Rodríguez (VEN) |
| Santo Domingo 2003     | Dan Kellner (USA)          | Jonathan Tiomkin (USA)    | Raúl Perojo (CUB) Reinier Suárez (CUB)          |
| Rio de Janeiro 2007    | Andras Horanyi (USA)       | Felipe Alvear (CHI)       | Carlos Rodríguez (VEN) João Souza (BRA)         |
| Guadalajara 2011       | Alexander Massialas (USA)  | Felipe Alvear (CHI)       | Antonio Leal (VEN) Guilherme Toldo (BRA)        |
| Toronto 2015           | Alexander Massialas        | Gerek Meinhardt           | Daniel Gómez Tanamachi Ghislain Perrier         |
| Lima 2019              | Gerek Meinhardt            | Gustavo Alarcón           | Maximilien van Haaster Race Imboden             |

### Fioretto a squadre
| Edizione               | Oro         | Argento       | Bronzo      |
| Buenos Aires 1951      | Stati Uniti | Argentina     | Cuba        |
| Città del Messico 1955 | Argentina   | Stati Uniti   | Venezuela   |
| Chicago 1959           | Stati Uniti | Venezuela     | Canada      |
| San Paolo 1963         | Stati Uniti | Argentina     | Venezuela   |
| Winnipeg 1967          | Argentina   | Stati Uniti   | Cuba        |
| Cali 1971              | Stati Uniti | Cuba          | Messico     |
| Città del Messico 1975 | Cuba        | Stati Uniti   | Messico     |
| San Juan 1979          | Cuba        | Stati Uniti   | Argentina   |
| Caracas 1983           | Cuba        | Stati Uniti   | Venezuela   |
| Indianapolis 1987      | Cuba        | Canada        | Stati Uniti |
| L'Avana 1991           | Cuba        | Stati Uniti   | Canada      |
| Mar del Plata 1995     | Cuba        | Stati Uniti   | Argentina   |
| Winnipeg 1999          | Cuba        | Stati Uniti   | Venezuela   |
| Santo Domingo 2003     | Stati Uniti | Cuba          | Venezuela   |
| Rio de Janeiro 2007    |             | non disputato |             |
| Guadalajara 2011       | Stati Uniti | Canada        | Brasile     |
| Toronto 2015           | Stati Uniti | Brasile       | Messico     |
| Lima 2019              | Stati Uniti | Brasile       | Canada      |

### Sciabola individuale
| Edizione               | Oro                    | Argento                   | Bronzo                                        |
| Buenos Aires 1951      | Tibor Nyilas (USA)     | George Worth (USA)        | Estevão Molnar (BRA)                          |
| Città del Messico 1955 | Antonio Haro (MEX)     | George Worth (USA)        | Richard Dyer (USA)                            |
| Chicago 1959           | Allan Kwartler (USA)   | Walter Farber (USA)       | Teodoro Goliardi (URU)                        |
| San Paolo 1963         | Michael D'Asaro (USA)  | Walter Farber (USA)       | Chaba Pallaghy (USA)                          |
| Winnipeg 1967          | Anthony Keane (USA)    | Román Quinos (ARG)        | Peter Samek (CAN)                             |
| Cali 1971              | Alex Orban (USA)       | Manuel Ortiz (CUB)        | Román Quinos (ARG)                            |
| Città del Messico 1975 | Manuel Ortiz (CUB)     | Guzmán Salazar (CUB)      | Peter Westbrook (USA)                         |
| San Juan 1979          | Manuel Ortiz (CUB)     | Peter Westbrook (USA)     | José Laverdecia (CUB)                         |
| Caracas 1983           | Peter Westbrook (USA)  | Manuel Ortiz (CUB)        | Jean-Paul Banos (CAN)                         |
| Indianapolis 1987      | Jean-Paul Banos (CAN)  | Peter Westbrook (USA)     | Jean-Marie Banos (CAN)                        |
| L'Avana 1991           | Steve Mormando (USA)   | Alexis Leiva (CUB)        | Michael Lofton (USA)                          |
| Mar del Plata 1995     | Peter Westbrook (USA)  | Arístides Faure (CUB)     | Carlos Bravo (VEN) Alexis Leiva (CUB)         |
| Winnipeg 1999          | Cándido Maya (CUB)     | Akhnaten Spencer-El (USA) | Michel Boulos (CAN) Arístides Faure (CUB)     |
| Santo Domingo 2003     | Ivan Lee (USA)         | Carlos Bravo (VEN)        | Michel Boulos (CAN) Jason Rogers (USA)        |
| Rio de Janeiro 2007    | Philippe Beaudry (CAN) | James Williams (USA)      | Nicolas Mayer (CAN) Renzo Agresta (BRA)       |
| Guadalajara 2011       | Philippe Beaudry (CAN) | Timothy Morehouse (USA)   | Hernán Jansen (VEN) Joseph Polossifakis (CAN) |
| Toronto 2015           | Eli Dershwitz          | Joseph Polossifakis       | Ricardo Bustamante Renzo Agresta              |
| Lima 2019              | Daryl Homer            | Pascual Di Tella          | Harold Rodríguez Shaul Gordon                 |

### Sciabola a squadre
| Edizione               | Oro         | Argento     | Bronzo      |
| Buenos Aires 1951      | Stati Uniti | Argentina   | Brasile     |
| Città del Messico 1955 | Stati Uniti | Uruguay     | Argentina   |
| Chicago 1959           | Stati Uniti | Argentina   | Canada      |
| San Paolo 1963         | Stati Uniti | Argentina   | Cile        |
| Winnipeg 1967          | Stati Uniti | Argentina   | Canada      |
| Cali 1971              | Cuba        | Stati Uniti | Messico     |
| Città del Messico 1975 | Cuba        | Stati Uniti | Argentina   |
| San Juan 1979          | Cuba        | Stati Uniti | Argentina   |
| Caracas 1983           | Cuba        | Stati Uniti | Canada      |
| Indianapolis 1987      | Cuba        | Stati Uniti | Canada      |
| L'Avana 1991           | Cuba        | Stati Uniti | Canada      |
| Mar del Plata 1995     | Stati Uniti | Cuba        | Canada      |
| Winnipeg 1999          | Canada      | Cuba        | Stati Uniti |
| Santo Domingo 2003     | Stati Uniti | Venezuela   | Cuba        |
| Rio de Janeiro 2007    | Stati Uniti | Canada      | Argentina   |
| Guadalajara 2011       | Stati Uniti | Canada      | Brasile     |
| Toronto 2015           | Stati Uniti | Canada      | Argentina   |
| Lima 2019              | Stati Uniti | Canada      | Colombia    |

### Spada individuale
| Edizione               | Oro                    | Argento                   | Bronzo                                                          |
| Buenos Aires 1951      | Antonio Villamil (ARG) | Benito Ramos (MEX)        | Edward Vebell (USA)                                             |
| Città del Messico 1955 | Raúl Martínez (ARG)    | Sewall Shurtz (USA)       | Juan Camous (VEN)                                               |
| Chicago 1959           | Roland Wommack (USA)   | Michael D'Asaro (USA)     | Alberto Balestrini (ARG)                                        |
| San Paolo 1963         | Frank Anger (USA)      | Sergio Vergara (CHI)      | Alberto Balestrini (ARG)                                        |
| Winnipeg 1967          | Arthur Ribeiro (BRA)   | Frank Anger (USA)         | Paul Pesthy (USA)                                               |
| Cali 1971              | Stephen Netburn (USA)  | Silvio Fernández (VEN)    | James Melcher (USA)                                             |
| Città del Messico 1975 | Omar Vergara (ARG)     | Scott Bozek (USA)         | Paul Pesthy (USA)                                               |
| San Juan 1979          | Mario de Brelaz (ARG)  | Paul Pesthy (USA)         | Alberto Quiroga (CUB)                                           |
| Caracas 1983           | Agapito Nussa (CUB)    | Jean-Marc Chouinard (CAN) | Timothy Glass (USA)                                             |
| Indianapolis 1987      | Carlos Pedroso (CUB)   | Wilfredo Loyola (CUB)     | Jean-Marc Chouinard (CAN)                                       |
| L'Avana 1991           | Lázaro Castro (CUB)    | Jon Normile (USA)         | Dan Nowosielski (CAN)                                           |
| Mar del Plata 1995     | Carlos Pedroso (CUB)   | Tamir Bloom (USA)         | París Inostroza (CHI) Iván Trevejo (CUB)                        |
| Winnipeg 1999          | Carlos Pedroso (CUB)   | Jonathan Peña (PUR)       | Laurie Shong (CAN) Arturo Simont (MEX)                          |
| Santo Domingo 2003     | Camilo Boris (CUB)     | Silvio Fernández (VEN)    | Víctor Bernier (PUR) París Inostroza (CHI)                      |
| Rio de Janeiro 2007    | Rubén Limardo (VEN)    | Andrés Carrillo (CUB)     | París Inostroza (CHI) Silvio Fernández (schermidore 1979) (VEN) |
| Guadalajara 2011       | Weston Kelsey (USA)    | Rubén Limardo (VEN)       | Silvio Fernández (VEN) Reynier Henríquez (CUB)                  |
| Toronto 2015           | Rubén Limardo          | José Domínguez            | Hugues Boisvert-Simard Jason Pryor                              |
| Lima 2019              | Rubén Limardo          | Jesús Limardo             | Jhon Édison Rodríguez Yunior Reytor                             |

### Spada a squadre
| Edizione               | Oro           | Argento     | Bronzo      |
| Buenos Aires 1951      | Argentina     | Stati Uniti | Cuba        |
| Città del Messico 1955 | Argentina     | Stati Uniti | Venezuela   |
| Chicago 1959           | Stati Uniti   | Cuba        | Argentina   |
| San Paolo 1963         | Stati Uniti   | Brasile     | Argentina   |
| Winnipeg 1967          | Stati Uniti   | Brasile     | Venezuela   |
| Cali 1971              | Stati Uniti   | Brasile     | Cuba        |
| Città del Messico 1975 | Stati Uniti   | Cuba        | Brasile     |
| San Juan 1979          | Stati Uniti   | Cuba        | Argentina   |
| Caracas 1983           | non assegnata | Canada      | Stati Uniti |
| Indianapolis 1987      | Cuba          | Stati Uniti | Colombia    |
| L'Avana 1991           | Cuba          | Colombia    | Stati Uniti |
| Mar del Plata 1995     | Cuba          | Stati Uniti | Colombia    |
| Winnipeg 1999          | Cuba          | Cile        | Colombia    |
| Santo Domingo 2003     | Cuba          | Venezuela   | Porto Rico  |
| Rio de Janeiro 2007    | Cuba          | Venezuela   | Stati Uniti |
| Guadalajara 2011       | Stati Uniti   | Venezuela   | Canada      |
| Toronto 2015           | Venezuela     | Stati Uniti | Cuba        |
| Lima 2019              | Cuba          | Argentina   | Venezuela   |

## Medaglie femminili

### Fioretto individuale
| Edizione               | Oro                       | Argento                   | Bronzo                                           |
| Buenos Aires 1951      | Elsa Irigoyen (ARG)       | Irma de Antequeda (ARG)   | Lilia Rositto (ARG)                              |
| Città del Messico 1955 | Maxine Mitchell (USA)     | Irma de Antequeda (ARG)   | Eve Siegel (USA)                                 |
| Chicago 1959           | Pilar Roldán (MEX)        | Maxine Mitchell (USA)     | Stella Spino (PAN)                               |
| San Paolo 1963         | Mireya Rodríguez (CUB)    | Harriet King (USA)        | Janice Romary (USA)                              |
| Winnipeg 1967          | Pilar Roldán (MEX)        | Harriet King (USA)        | Pacita Wiedel (CAN)                              |
| Cali 1971              | Margarita Rodríguez (CUB) | Ruth White (USA)          | Irene Forbes (CUB)                               |
| Città del Messico 1975 | Margarita Rodríguez (CUB) | Nikki Franke (USA)        | Blanca Estrada (MEX)                             |
| San Juan 1979          | Mercedes del Risco (CUB)  | Margarita Rodríguez (CUB) | Nikki Franke (USA)                               |
| Caracas 1983           | Margarita Rodríguez (CUB) | Lourdes Lozano (MEX)      | Clara Alfonso (CUB)                              |
| Indianapolis 1987      | Caitlin Bilodeaux (USA)   | Madeleine Philion (CAN)   | Caridad Estrada (CUB)                            |
| L'Avana 1991           | Caridad Estrada (CUB)     | Sandra Giancola (ARG)     | Caitlin Bilodeaux (USA)                          |
| Mar del Plata 1995     | Ann Marsh (USA)           | Idorys Díaz (CUB)         | Bárbara Hernández (CUB) Felicia Zimmermann (USA) |
| Winnipeg 1999          | Migsey Dusú (CUB)         | Cecilia Esteva (MEX)      | Julie Mahoney (CAN) Adlim Benítez (CUB)          |
| Santo Domingo 2003     | Mariana González (VEN)    | Emily Cross (USA)         | Arianne Ribot (CUB) Erinn Smart (USA)            |
| Rio de Janeiro 2007    | Mariana González (VEN)    | Hanna Thompson (USA)      | Misleydis Compañy (CUB) Monica Kwan (CAN)        |
| Guadalajara 2011       | Lee Kiefer (USA)          | Nzingha Prescod (USA)     | Monica Peterson (CAN) Nataly Michel (MEX)        |
| Toronto 2015           | Lee Kiefer                | Saskia Loretta van Erven  | Alanna Goldie Nicole Ross                        |
| Lima 2019              | Lee Kiefer                | Jessica Guo               | Eleanor Harvey Bia Bulcão                        |

### Fioretto a squadre
| Edizione               | Oro         | Argento       | Bronzo      |
| Buenos Aires 1951      |             | non disputata |             |
| Città del Messico 1955 |             | non disputata |             |
| Chicago 1959           | Stati Uniti | Panama        | Venezuela   |
| San Paolo 1963         | Stati Uniti | Venezuela     | Argentina   |
| Winnipeg 1967          | Stati Uniti | Cuba          | Canada      |
| Cali 1971              | Stati Uniti | Cuba          | Colombia    |
| Città del Messico 1975 | Cuba        | Canada        | Stati Uniti |
| San Juan 1979          | Cuba        | Canada        | Stati Uniti |
| Caracas 1983           | Cuba        | Stati Uniti   | Argentina   |
| Indianapolis 1987      | Stati Uniti | Cuba          | Messico     |
| L'Avana 1991           | Stati Uniti | Cuba          | Argentina   |
| Mar del Plata 1995     | Cuba        | Stati Uniti   | Argentina   |
| Winnipeg 1999          | Cuba        | Venezuela     | Stati Uniti |
| Santo Domingo 2003     |             | non disputata |             |
| Rio de Janeiro 2007    | Venezuela   | Canada        | Cuba        |
| Guadalajara 2011       | Stati Uniti | Canada        | Venezuela   |
| Toronto 2015           | Canada      | Stati Uniti   | Messico     |
| Lima 2019              | Stati Uniti | Canada        | Messico     |

### Sciabola individuale
| Edizione               | Oro                  | Argento                 | Bronzo                                   |
| Buenos Aires 1951      |                      | non disputata           |                                          |
| Città del Messico 1955 |                      | non disputata           |                                          |
| Chicago 1959           |                      | non disputata           |                                          |
| San Paolo 1963         |                      | non disputata           |                                          |
| Winnipeg 1967          |                      | non disputata           |                                          |
| Cali 1971              |                      | non disputata           |                                          |
| Città del Messico 1975 |                      | non disputata           |                                          |
| San Juan 1979          |                      | non disputata           |                                          |
| Caracas 1983           |                      | non disputata           |                                          |
| Indianapolis 1987      |                      | non disputata           |                                          |
| L'Avana 1991           |                      | non disputata           |                                          |
| Mar del Plata 1995     |                      | non disputata           |                                          |
| Winnipeg 1999          |                      | non disputata           |                                          |
| Santo Domingo 2003     | Sada Jacobson (USA)  | Alejandra Benítez (VEN) | Ana Fáez (CUB) Emily Jacobson (USA)      |
| Rio de Janeiro 2007    |                      | non disputata           |                                          |
| Guadalajara 2011       | Mariel Zagunis (USA) | Alejandra Benítez (VEN) | Eileen Grench (PAN) Yaritza Goulet (CUB) |
| Toronto 2015           | Dagmara Wozniak      | Alejandra Benítez       | Gabriella Page María Belén Pérez         |
| Lima 2019              | Anne-Elizabeth Stone | María Belén Pérez       | Alejandra Benítez Gabriella Page         |

### Sciabola a squadre
| Edizione               | Oro         | Argento         | Bronzo    |
| Buenos Aires 1951      |             | non disputata   |           |
| Città del Messico 1955 |             | non disputata   |           |
| Chicago 1959           |             | non disputata   |           |
| San Paolo 1963         |             | non disputata   |           |
| Winnipeg 1967          |             | non disputata   |           |
| Cali 1971              |             | non disputata   |           |
| Città del Messico 1975 |             | non disputata   |           |
| San Juan 1979          |             | non disputata   |           |
| Caracas 1983           |             | non disputata   |           |
| Indianapolis 1987      |             | non disputata   |           |
| L'Avana 1991           |             | non disputata   |           |
| Mar del Plata 1995     |             | non disputata   |           |
| Winnipeg 1999          |             | non disputata   |           |
| Santo Domingo 2003     |             | non disputata   |           |
| Rio de Janeiro 2007    | Cuba        | Stati Uniti     | Canada    |
| Guadalajara 2011       | Stati Uniti | Messico         | Venezuela |
| Toronto 2015           | Stati Uniti | Messico         | Venezuela |
| Lima 2019              | Stati Uniti | Rep. Dominicana | Canada    |

### Spada individuale
| Edizione               | Oro                   | Argento                | Bronzo                                       |
| Buenos Aires 1951      |                       | non disputata          |                                              |
| Città del Messico 1955 |                       | non disputata          |                                              |
| Chicago 1959           |                       | non disputata          |                                              |
| San Paolo 1963         |                       | non disputata          |                                              |
| Winnipeg 1967          |                       | non disputata          |                                              |
| Cali 1971              |                       | non disputata          |                                              |
| Città del Messico 1975 |                       | non disputata          |                                              |
| San Juan 1979          |                       | non disputata          |                                              |
| Caracas 1983           |                       | non disputata          |                                              |
| Indianapolis 1987      | Tamara Esteri (CUB)   | Yamila Figueroa (CUB)  | Vincent Bradford (USA)                       |
| L'Avana 1991           | Taimí Chappé (CUB)    | Angélica Dueñas (MEX)  | Yolitzin Martínez (MEX)                      |
| Mar del Plata 1995     | Leslie Marx (USA)     | Milagros Palma (CUB)   | Yolitzin Martínez (MEX) Yurina Suárez (CUB)  |
| Winnipeg 1999          | Mirayda García (CUB)  | Tamara Esteri (CUB)    | Elida Agüero (ARG) Nhi Lan Le (USA)          |
| Santo Domingo 2003     | Eimey Gómez (CUB)     | Sherraine Schalm (CAN) | Endrina Álvarez (VEN) Jesika Jiménez (PAN)   |
| Rio de Janeiro 2007    | Courtney Hurley (USA) | Julie Leprohon (CAN)   | Angela Espinoza (COL) Clarisse Menezes (BRA) |
| Guadalajara 2011       | Kelley Hurley (USA)   | Courtney Hurley (USA)  | Elida Agüero (ARG) Yamirka Rodríguez (CUB)   |
| Toronto 2015           | Katharine Holmes      | Violeta Ramírez        | Nathalie Moellhausen María Martínez          |
| Lima 2019              | Katharine Holmes      | Patrizia Piovesan      | Clara Isabel Di Tella Nathalie Moellhausen   |

### Spada a squadre
| Edizione               | Oro         | Argento       | Bronzo      |
| Buenos Aires 1951      |             | non disputata |             |
| Città del Messico 1955 |             | non disputata |             |
| Chicago 1959           |             | non disputata |             |
| San Paolo 1963         |             | non disputata |             |
| Winnipeg 1967          |             | non disputata |             |
| Cali 1971              |             | non disputata |             |
| Città del Messico 1975 |             | non disputata |             |
| San Juan 1979          |             | non disputata |             |
| Caracas 1983           |             | non disputata |             |
| Indianapolis 1987      |             | non disputata |             |
| L'Avana 1991           | Stati Uniti | Cuba          | Messico     |
| Mar del Plata 1995     | Stati Uniti | Cuba          | Canada      |
| Winnipeg 1999          | Cuba        | Canada        | Stati Uniti |
| Santo Domingo 2003     | Cuba        | Stati Uniti   | Canada      |
| Rio de Janeiro 2007    |             | non disputata |             |
| Guadalajara 2011       | Stati Uniti | Canada        | Messico     |
| Toronto 2015           | Stati Uniti | Venezuela     | Brasile     |
| Lima 2019              | Stati Uniti | Canada        | Venezuela   |

## Medagliere complessivo
| Posizione | Nazione     | Oro | Argento | Bronzo | Totale |
| --------- | ----------- | --- | ------- | ------ | ------ |
| 1         | Stati Uniti | 61  | 52      | 38     | 151    |
| 2         | Cuba        | 54  | 31      | 26     | 111    |
| 3         | Argentina   | 12  | 12      | 22     | 46     |
| 4         | Canada      | 4   | 15      | 27     | 46     |
| 5         | Venezuela   | 4   | 14      | 19     | 37     |
| 6         | Messico     | 3   | 5       | 11     | 19     |
| 7         | Brasile     | 1   | 3       | 9      | 13     |
| 8         | Cile        | 0   | 4       | 4      | 8      |
| 9         | Colombia    | 0   | 1       | 5      | 6      |
| 10        | Panama      | 0   | 1       | 3      | 4      |
| 11        | Porto Rico  | 0   | 1       | 2      | 3      |
| 12        | Uruguay     | 0   | 1       | 1      | 2      |
| Totale    | Totale      | 139 | 140     | 167    | 446    |